# Élections législatives liechtensteinoises de 1974
Les élections législatives liechtensteinoises de 1974 se sont déroulées les 1er et 3 février 1974. Semi-alternance. La coalition de deux partis reste au pouvoir, mais les élections renversent à nouveau le rapport de force, en faveur cette fois-ci du FBP au détriment de la VU. Le Premier ministre Alfred Hilbe (VU) cède ainsi la place au candidat du FBP, Walter Kieber à la suite d'un vote au cours de la première séance de la nouvelle législature le 27 mars 1974.

## Système électoral
Le parlement, ou Landtag, est composé de 15 députés élus pour quatre ans au sein de deux circonscriptions, l'Oberland et l'Unterland, comportant respectivement 9 et 6 sièges. Tous les sièges sont pourvus au scrutin proportionnel, de liste, sans panachage mais avec vote préférentiel.
Le vote est universel, masculin et obligatoire. Une amende pouvant atteindre jusqu'à 10 francs suisses frappe les abstentionnistes ne présentant pas une excuse valable (déplacement, maladie, etc.).

## Modification du mode de scrutin
Une nouvelle loi électorale a été adoptée en 1973 par référendum. En effet, par suite de l'incapacité du Parti social-chrétien à obtenir le moindre siège malgré 10,1 % des voix aux élections de 1962 du fait du seuil de 18 %, un recours est déposé par le parti auprès de la Cour constitutionnelle. Cette dernière juge le seuil électoral inconstitutionnel.
La nouvelle loi électorale réintroduit un seuil électoral, cette fois-ci de 8 % des suffrages exprimés dans l'ensemble du pays. Seuls les suffrages en faveur de partis ayant atteint ce seuil sont inclus dans le nombre total de suffrages exprimés dans la circonscription.
La loi électorale modifie également le fonctionnement des élections dans la manière dont se déroule le vote préférentiel. Elle met fin au système d'« un vote = une voix » en donnant aux électeurs la possibilité de choisir non plus un seul candidat d'une liste de parti, mais autant de candidats au sein de cette liste qu'il y a de sièges à pourvoir dans leur circonscription.
Les électeurs votent désormais en cochant les noms des candidats parmi les différentes listes de noms proposés par les partis. Il y a autant de noms sur chaque liste que de sièges à pourvoir, et un vote pour un candidat équivaut à un vote pour son parti. La répartition proportionnelle se fait ensuite selon la méthode du plus fort reste, en appliquant le quotient dit de Hagenbach-Bischoff. Les sièges attribués aux partis sont ensuite répartis à ceux de leurs candidats ayant recueilli le plus de votes en leurs noms.

## Contexte politique
Le Parti progressiste des citoyens et l'Union patriotique, forment depuis 35 ans une coalition gouvernementale au sein de laquelle la VU prend la tête pour la première fois lors des précédentes élections de 1974 en remportant davantage de sièges que le FBP. Alfred Hilbe (VU) occupe ainsi le poste de Premier ministre.

## Résultats
L'ensemble des voix en faveur des candidats d'un parti sont comptabilisées comme suffrages pour ce parti, ce qui porte le nombre de ces derniers à un total bien supérieur au nombre d'électeurs.
| Parti                     | Parti                                 | Voix   | %     | +/-  | Sièges | +/-           |
| ------------------------- | ------------------------------------- | ------ | ----- | ---- | ------ | ------------- |
|                           | Parti progressiste des citoyens (FBP) | 12 819 | 48,78 | 0,04 | 8      | 1             |
|                           | Union patriotique (VU)                | 12 756 | 48,53 | 1,03 | 7      | 1             |
|                           | Parti chrétien social (CSP)           | 705    | 2,69  | 1,10 | 0      | en stagnation |
|                           |                                       |        |       |      |        |               |
| Votes valides             | Votes valides                         | 4 320  | 99,10 |      |        |               |
| Votes blancs et invalides | Votes blancs et invalides             | 39     | 0,90  |      |        |               |
| Total                     | Total                                 | 4 359  | 100   | -    | 15     | en stagnation |
| Abstention                | Abstention                            | 213    | 4,66  |      |        |               |
| Inscrits / participation  | Inscrits / participation              | 4 572  | 95,34 |      |        |               |

| ↓  |     |
| 7  | 8   |
| VU | FBP |

Il s'agit des dernières élections auxquelles participe le Parti Social-Chrétien.
Résultat extrêmement serré, le Parti progressiste des citoyens ne l'emportant que de moins d'une centaine de suffrages. Cette faible marge lui donne cependant la victoire en lui permettant de regagner un siège déterminant.